# Església de Raïmat
Església del Sagrat Cor de Raïmat és una obra de Lleida protegida com a bé cultural d'interès local.

## Descripció
Edifici aïllat ocupant una parcel·la singular dins del nucli urbà de Raïmat. Planta basilical amb capelles annexes i porxos en forma de braços units al cos principal, coronat per una espadanya i centrat respecte a la perspectiva de l'eix de la plaça. El tractament de l'interior emfatitza l'estructura d'arcs parabòlics de les capelles. Gran decoració artística.

## Història
El 1954, Miquel Farré i Albagés, Director de Belles Arts de Barcelona, pinta els murals del presbiteri. S'atribueix un Sant Crist a Llimona i una Assumpció a Marès.